# Serge Raffy
Pour les articles homonymes, voir Raffy.
Serge Raffy, né en 1953 à Valence-d'Agen, est un journaliste et écrivain français.

## Biographie
Serge Raffy est rédacteur en chef du Nouvel Observateur où il avait déjà travaillé précédemment avant de devenir rédacteur en chef du magazine Elle. Il a publié une dizaine d'enquêtes, les biographies de Fidel Castro et de Lionel Jospin, et est également l'auteur de deux romans.
Par ailleurs en 1997, il a participé au scénario du film K d'Alexandre Arcady.
En 2005, Serge Raffy reçoit le prix littéraire Europe 1 récompensant son roman La Piste andalouse.

## Accueil critique
Pour son livre Nicolas et les Vampires, paru en 2016 et évoquant Nicolas Sarkozy, le journaliste Richard Werly indique que l'auteur cherche « moins à nous faire comprendre son personnage qu’à nous le décrire ».